# C/1970 B1 Daido-Fujikawa
C/1970 B1 (Daido-Fujikawa) è una cometa non periodica. La cometa è stata scoperta il 27 gennaio 1970 da due astrofili giapponesi, Takashi Daido e Shigehisa Fujikawa, mentre l'astrofilo giapponese Kiyotaka Kanai ne è stato solo uno scopritore indipendente.

## Osservazioni
È stata osservata solo per pochissimi giorni a causa della sua vicinanza apparente al Sole dovuta all'inusuale orbita. Ha raggiunto una luminosità apparente sufficiente per essere ben visibile ad occhio nudo, il 7 febbraio la sua coda raggiunse i 4° di lunghezza , l'8 febbraio raggiunse la 1ª.

## Orbita
Particolarità della sua orbita sono state l'avere un'inclinazione quasi perpendicolare ai piani orbitali dei pianeti e una piccola distanza perielica, fatto che permette di includerla tra le comete radenti. La sua orbita è molto simile a quella della cometa C/1577 V1 .